# Scala de comă Glasgow
Scala de comă Glasgow ( GCS ) sau scorul Glasgow este o scală neurologică care urmărește să ofere o modalitate fiabilă și obiectivă de înregistrare a stării de conștiență a unei persoane, atât pentru evaluarea inițială, cât și pentru evaluarea ulterioară. O persoană este evaluată în funcție de criteriile scalei, iar punctele rezultate dau scorul acelei persoane între 3 (indicând o inconștiență profundă) și 14 (scala originală) sau 15 (scala modificată sau revizuită mai larg). 
Scala de comă Glasgow a fost inițial utilizată pentru a evalua nivelul de conștiență al unei persoane după o leziune a capului, iar acum este utilizată de serviciile medicale de urgență, de asistente medicale și de medici ca fiind aplicabilă tuturor pacienților cu afecțiuni medicale și traumatice acute. În spitale, este utilizat și pentru monitorizarea pacienților din unitățile de terapie intensivă . 
Scala a fost publicată în 1974 de Graham Teasdale și Bryan J. Jennett, ambii profesori de neurochirurgie la Institutul de Științe Neurologice din cadrul Universității din Glasgow, la Southern General Hospital din oraș. 
GCS (Glasgow Coma Scale) este utilizat ca parte a mai multor sisteme de evaluare ICU, incluzând APACHE II, SAPS II și SOFA, pentru a evalua starea sistemului nervos central . Indicația inițială de utilizare a GCS a fost pentru evaluările în serie ale persoanelor cu traumatisme cerebrale și comă timp de cel puțin șase ore în stabilirea neurochirurgicală a ICU, deși este frecvent utilizată și în cadrul unităților spitalicești. Scala similară Rancho Los Amigos este utilizată pentru a evalua recuperarea leziunilor traumatice ale creierului. 
GCS a fost actualizată în urma unei revizuiri a utilității scalei de către medici. S-a hotărât că mai multe lucruri trebuiau actualizate, ca elementul Deschiderea Ochilor / Răspunsul Ocular, ceea ce înseamnă că, în loc ca răspunsul la "stimulentul dureros" să fie considerat 2, o persoană care își deschide ochii ca răspuns la presiune este acum considerată 2 la răspunsul ocular.

## Elemente ale scalei
| Răspuns | 1                 | 2                                                 | 3                                                                 | 4                                        | 5                            | 6               |
| Ocular  | Nu deschide ochii | Deschide ochii ca răspuns la durere               | Deschide ochii ca răspuns la voce                                 | Deschide ochii în mod spontan            | N / A                        | N / A           |
| Verbal  | Nu scoate sunete  | Scoate sunete                                     | cuvinte                                                           | Confuz, dezorientat                      | Orientat, conversează normal | N / A           |
| Motor   | Nu face mișcări   | Extensie la stimuli dureroși (răspuns decerebrat) | Flexibilitate anormală la stimuli dureroși (răspunsul decorticat) | Flexiune / Retragere la stimuli dureroși | Localizează stimuli dureroși | Execută comenzi |

De reținut că este acceptabil un răspuns motor al oricărui membru.  Scala este alcătuită din trei teste: răspunsuri oculare, verbale și motorii . Sunt luate în considerare cele trei valori separate, precum și suma acestora. Cel mai mic posibil GCS (gradat 1 în fiecare element) este de 3 (comă adâncă sau moarte), în timp ce cel mai înalt este de 15 (persoană complet trează). 

### Răspunsul ocular (E)
Există patru trepte, începând cu cele mai severe: 
1. Fără deschidere a ochiului
2. Deschiderea ochilor ca răspuns la stimul dureros. (Un stimul dureros periferic, cum ar fi strângerea lunulei unghiei, care este mai eficientă decât un stimul central, cum ar fi strângerea osului trapez al mâinii, datorită unui efect de grimasă). [5]
3. Deschiderea ochilor când i se vorbește. (Să nu se confunde cu trezirea unei persoane care dormea; astfel de oameni primesc un scor de 4, nu de 3)
4. Ochii se deschid spontan

### Răspunsul verbal (V)
Există cinci trepte, începând cu cele mai severe: 
1. Nu există un răspuns verbal
2. Sunete incomprehensibile. (Mormăit, dar fără cuvinte. )
3. Cuvinte inadecvate. (Discurs articulat sau exclamator, dar nu schimb de cuvinte. Spune cuvinte, dar nu în propoziții).
4. Confuz. (Persoana răspunde la întrebări coerent, dar există dezorientare și confuzie).
5. Orientată. (Persoana răspunde coerent și adecvat la întrebări precum numele și vârsta persoanei, unde este și de ce, anul, luna etc).

### Răspunsul motric (M)
Există șase trepte: 
1. Nu există răspuns motor
 
2. Poziționare decerebrată accentuată de durere (răspuns extensor: adducerea brațului, rotația interioară a umărului, pronația antebrațului și extensie la cot, flexia încheieturii și a degetelor, extensia piciorului, flexia labei piciorului)
  
3. Poziționarea decorticată accentuată de durere (răspunsul flexor: rotația interioară a umărului, flexia antebrațului și a încheieturii mâinii cu pumnul strâns, extensia piciorului, flexia labei piciorului)
  
4. Retragerea la durere (absența posturii anormale, imposibilitatea de a ridica mîna dincolo de bărbie la presiune supraorbitală, dar o retrage atunci când este ciupită loja unghiulară / loja unghiei)
  
5. Localizează durerea (mișcări intenționate spre stimuli dureroși; de exemplu, aduce mana dincolo de bărbie când se aplică presiunea supraorbitală)
  
6. Ascultă de comenzi (persoana face lucruri simple când i se cere)

## Interpretare
Elementele individuale, precum și suma scorului sunt importante. Prin urmare, scorul este exprimat sub forma "GCS 9 = E2 V4 M3 la 07:35". 
În general, leziunile cerebrale sunt clasificate ca: 
- Severă, GCS <8-9
- Moderată, GCS 8 sau 9-12 (controversată)[6]
- Minoră, GCS ≥ 13.

Intubația traheală și umflarea sau deteriorarea gravă a feței sau a ochiului fac imposibilă testarea răspunsurilor verbale și oculare. În aceste condiții, scorul este dat ca 1 cu un modificator atașat (de ex "E1c", unde "c" = închis sau "V1t" unde t = tub). Adesea, 1 este lăsat afară, așa că scara citește Ec sau Vt. Un compozit ar putea fi "GCS 5tc". Acest lucru ar însemna, de exemplu, ochii închiși din cauza umflării = 1, intubat = 1, lăsând un scor motor de 3 pentru "flexie anormală". 
GCS are o aplicabilitate limitată la copii, în special sub vârsta de 36 de luni (la care performanța verbală a unui copil sănătos ar fi de așteptat să fie slabă). În consecință, Scala pediatrică de comă Glasgow a fost dezvoltată pentru evaluarea copiilor mai mici. 

## Revizuiri
- Glasgow Coma Scale: În timp ce scala de 15 puncte este cea predominantă în uz, aceasta este de fapt o modificare și este mai corect menționată ca Scala de comă modificată Glasgow. Scala inițială a fost o scală de 14 puncte, omițând categoria "flexiei anormale". Unele centre utilizează încă această scală mai veche, dar cele mai multe (inclusiv unitatea din Glasgow, unde au fost realizate lucrările inițiale) au adoptat modelul modificat.
- Scala Rappaport Coma / Near Coma a făcut alte modificări.
- Meredith W., Rutledge R, Fakhry SM, EMery S, Kromhout-Schiro S au propus calcularea punctajului verbal bazat pe răspunsurile măsurabile ale ochiului și ale motorului.
- Revizuirea cea mai răspândită a fost Simplificarea scalei motrice și a scalelor verbale care scurtează secțiunile respective ale GCS fără pierderi de precizie. [7]
- GCS pentru persoanele intubate este notat din 10, deoarece componenta verbală cade.

## Controversă
GCS a intrat sub presiune din partea unor cercetători care se confruntă cu o fiabilitate scăzută și cu lipsa utilității prognostice.                                
Deși nu există o alternativă convenită, scorurile mai noi, cum ar fi scala motrice  simplificată și scorul FOUR au fost, de asemenea, dezvoltate ca îmbunătățiri ale GCS.
Deși fiabilitatea interraterului acestor scoruri mai noi a fost puțin mai mare decât cea a GCS, ele nu au obținut consensul ca înlocuitori. 